# Alexander Gerndt
 (mai 2021).
Alexander Gerndt est un footballeur suédois, né le 14 juillet 1986 à Visby en Suède. Il évolue comme attaquant dans le club suisse du FC Thoune.

## Biographie

### En club

#### Clubs en Suède

##### FC Gute (2004-2006)
Il fait sa parcours junior et aussi il commence sa carrière pro dans le club FC Gute .

##### AIK Solna (2007-2008)
Il signe en 2007 un contrat au AIK Solna club suédois. Il reste une année

###### Prêt au IK Sirius (2008)
En 2008, il est prêté au IK Sirius pour quelques mois.

##### Gefle IF (2008-2010)
Il signe en 2008 au Gefle IF, il restera 2 ans.

##### Helsingborgs IF (2010-2011)
Meilleur buteur du championnat à mi-saison, Gerndt est recruté par le leader du championnat, Helsingborgs IF le 10 juillet 2010. Avec les Rouge et Bleu il trouvera les filets à huit reprises, de quoi s'adjuger facilement le titre de meilleur buteur du championnat. En revanche, le titre de champion de Suède lui échappe de peu dans une course poursuite avec Malmö FF qui tourne finalement en faveur des himmelblåa. Il s'adjuge toutefois la coupe de Suède face à Hammarby IF, grâce à un but de son coéquipier Rasmus Jönsson.
La saison suivante, il repart sur de très bonnes bases, multipliant les buts (7) et les passes décisives (6) pour occuper la première place du classement. Il participe également à la victoire de son club en Super Coupe de Suède (victoire 2-1 face à Malmö FF). Il ne terminera toutefois pas l'année avec Helsingborgs IF. En effet, il est recruté par les Néerlandais d'Utrecht le 18 juillet 2011 moyennant une indemnité de transfert estimée à 33M de SEK, la plus grosse indemnité jamais perçue par Helsingborgs IF pour un transfert. En vertu d'un accord entre les deux clubs, l'ancien joueur de Gefle IF reste toutefois deux semaines de plus en Scanie afin de participer au derby sur le terrain de Malmö FF avant de faire ses adieux à l'Olympia face à l'IFK Göteborg. Les choses ne se dérouleront toutefois pas comme prévu. En effet, l'attaquant se rend coupable d'un coup derrière la tête du milieu de terrain de Malmö FF, Miljan Mutavdžić, en fin de rencontre et gâche ainsi la fête que son club lui avait imaginé.

#### Aventure aux Pays-Bas

##### FC Utrecht (2011-2013)
En 2011, il quitte la Suède pour le FC Utrecht qui se trouve aux Pays-Bas et qui évolue en Eredivisie.
Il restera 2 ans dans le club néerlandais.

#### Aventure en Super League et Challenge League (Suisse)

##### BSC Young Boys (2013-2017)
En 2013, il quitte la Hollande pour le BSC Young Boys qui se trouve en Suisse et la Super League, il restera 4 ans dans le club bernois.

##### FC Lugano (2017-2021)
En 2017, il quitte Berne pour le FC Lugano qui se trouve dans la ville au même nom (Lugano) dans le Canton du Tessin. Il y restera jusqu'en 2021.

##### FC Thoune (depuis 2021)
En 2021, il rejoint le FC Thun/Thoune pour un contrat 1 année. Le club évolue depuis la fin de saison 2020-2021 en Challenge League.

## Sélection
- Suède : 8 sélections / 2 buts
- Première sélection le 17 novembre 2010 : Suède - Allemagne (0-0)
- Premier but le 19 janvier 2011 : Botswana - Suède (1-2)

## Palmarès

### En club
Helsingborgs IF
- Vainqueur du Championnat de Suède (1) : 2011
- Vainqueur de la Coupe de Suède (1) : 2010
- Vainqueur de la Supercoupe de Suède (1) : 2011

BSC Young Boys
- Championnat de Suisse :
  - Vice-champion 2015, 2016.2017

### Distinctions personnelles
- Meilleur buteur du championnat de Suède : 2010 (20 buts)
- Meilleur joueur du championnat de Suède : 2010